# Wem gehört Data?
Wem gehört Data? (The Measure Of A Man) ist die 35. Episode der US-Fernsehserie Raumschiff Enterprise – Das nächste Jahrhundert. Sie wurde in den USA im Februar 1989 erstmals ausgestrahlt, in Deutschland im Februar 1992. Sie handelt vom Für und Wider der Anordnung eines Kybernetikers, den Androiden Data zwangszuversetzen und im Rahmen eines Experimentes auseinanderzunehmen, um so auf die Erschaffung mehrerer gleichartiger Androiden hinzuarbeiten. Die Episode wurde von mehreren Philosophen wissenschaftlich untersucht und gehört zu den am höchsten bewerteten der Serie.

## Handlung
Während die Enterprise einen Zwischenstopp an der Sternenbasis 173 macht, kommt der Sternenflottenoffizier und Kybernetik-Forscher Bruce Maddox an Bord des Schiffes. Er hatte sich einst als einziger gegen die Aufnahme Datas in die Sternenflotte ausgesprochen, und zwar mit der Begründung, dass Data kein fühlendes Wesen sei. Nun bittet er Picard darum, Data mitnehmen zu dürfen, um ihn im Rahmen eines Experimentes, mit dem Maddox auch auf die Erschaffung zahlreicher, Data-ähnlicher Androiden hinarbeitet, auseinanderzunehmen und die Daten aus Datas positronischem Gehirn zu kopieren. Als Picard sich mit der Begründung gegen die Bitte ausspricht, Maddox habe zu wenig Grundlagenforschung betrieben und für Data bestehe deshalb die ernste Gefahr von Beschädigungen, befiehlt Maddox Datas zwangsweise Verlegung. Von Picards alter Bekannter Phillipa Louvois, der Gesetzesvertreterin der Sternenflotte auf der Raumstation, erhält Picard auf seine Bitte hin den Vorschlag, Data solle seinen Dienst quittieren, um sich seiner Verlegung und somit seiner Teilnahme an dem Experiment zu widersetzen. Data folgt dem Vorschlag und begründet gegenüber Maddox seinen Austritt aus der Sternenflotte unter anderem mit der Gefahr, dass seine persönlichen Erfahrungen das Experiment nicht überstehen könnten.
Louvois’ rasch gefällte Entscheidung, dass Data Sternenflotteneigentum ist und deshalb den Dienst nicht quittieren kann, wird von Picard angefochten. Da die Raumstation noch nicht lange in Betrieb ist und Louvois somit noch nicht genügend Mitarbeiter hat, setzt sie in der umgehend anberaumten Gerichtsverhandlung Picard als Verteidiger Datas und Riker als Ankläger ein. Riker lehnt zunächst ab, da er Datas Freund ist und daher unmöglich die Anklage vertreten kann. Louvois zwingt ihn jedoch dazu, da sie andernfalls Picards Anfechtung ablehnen wird. Nach Beginn der Verhandlung kann Riker beweisen, dass Data eine Maschine ist, unter anderem, indem er ihn vorübergehend abschaltet. In einer Verhandlungspause macht Guinan Picard darauf aufmerksam, dass die Sternenflotte, sollte Maddox mit seinem Experiment erfolgreich sein, in der Lage sein würde, eine Armee von Datas zu schaffen und somit eine neue Rasse zu ihrer Verfügung hätte, bestehend aus lauter rechtlosen, jederzeit abschaltbaren Individuen. Zurück in der Verhandlung, kann Picard – auch durch Befragung von Maddox – darlegen, dass Data die Kriterien für Emotionalität erfüllt, das Vorhandensein von Selbstbewusstsein mag Maddox jedoch weder verneinen noch bejahen. Nachdem Picard davor gewarnt hat, dass sich die Sternenflotte durch das Erschaffen vieler Datas der Sklaverei schuldig machen würde, entscheidet Louvois als die Komplexität des Falles betonende Richterin, dass Data das Recht hat, für sich selbst zu entscheiden. Daraufhin widerruft Maddox seinen Befehl, Data zu Forschungszwecken zu verlegen.

## Veröffentlichung
Auf Blu-ray erschien die Episode zusammen mit einer 15 Minuten längeren Fassung.

## Verbindungen zu anderen Star-Trek-Produktionen
Einige Elemente aus dieser Folge wurden in späteren Star-Trek-Produktionen wieder aufgegriffen:
- Data und Maddox bleiben in Kontakt und Data berichtet ihm regelmäßig über seine Entwicklung in der Interaktion mit Humanoiden, damit diese in seine Forschung einfließen können. (Folge 4x11 Datas Tag)
- Der Charakter Maddox wird in der ersten Staffel von Star Trek: Picard wieder aufgegriffen, wo er allerdings nicht von Brian Brophy, sondern von John Ales gespielt wird. Hier ist er im Jahr 2385 als ziviler Forscher im Daystrom-Institut in der Forschung an Androiden tätig und wird 2399 durch seine ehemalige Kollegin und Freundin Dr. Jurati ermordet.
- Maddox wird hier als Mitarbeiter des Daystrom-Instituts bezeichnet. Es handelt sich um die erste Erwähnung dieses Instituts. Es ist nach dem Wissenschaftler Richard Daystrom aus dem 23. Jahrhundert benannt, der in der Folge Computer M5 der Serie Raumschiff Enterprise einen Auftritt hatte. Das Institut wird in zahlreichen Folgen mehrerer Star-Trek-Serien erwähnt und spielt in der Serie Star Trek: Picard eine größere Rolle.
- Dies ist die erste von vielen Folgen der Serie, in denen einige der Hauptcharaktere beim Pokerspiel zu sehen sind.

## Rezeption
Das von Melinda M. Snodgrass unverlangt verfasste und an Paramount verkaufte Drehbuch überzeugte die Produzenten so sehr, dass Snodgrass eine Arbeitsstelle als Story Editor bei der Produktion der Serie erhielt.
Die Episode wurde zu einem Arbeitsthema mehrerer Wissenschaftler. Dazu gehören auch die Philosophieprofessoren Richard Hanley und Robert Alexy, die sich der Episode unter anderem in ihren Vorlesungen widmeten. Hanley behandelte die Frage, ob Data menschlich ist, ausführlich in seinem 1997 erschienenen Buch The Metaphysics of Star Trek, welches in der zweiten Auflage 1998 unter dem Haupttitel Is Data Human? (sinngemäße Bedeutung: „Ist Data menschlich?“) erschien. Alexy spitzte in seinem 2000 an der Christian-Albrechts-Universität zu Kiel gehaltenen Vortrag die Frage, ob Data Menschenrechte zustehen, allein auf die Frage zu, ob Data eine Person ist. Diese Frage sowohl bejahend als damit auch das Gerichtsurteil in der Episode bestätigend, sah Alexy alle Kriterien der Personalität erfüllt: „Data ist intelligent, er fühlt und er hat Bewußtsein in allen drei Dimensionen der Reflexivität: der kognitiven, der volitiven und der normativen.“
Wilcox (1996) bezeichnete die Episode als „Enterprise-Variation des Dred-Scott-Falles“.
Als einzige Episode der Serie wurde das Drehbuch von der Writers Guild of America für einen WGA Award nominiert, und zwar 1989 in der Kategorie Bestes Originaldrehbuch.
Die US-Filmzeitschrift Cinefantastique war sich sicher, dass die Episode zu Recht eine der besten Episoden der ganzen Serie sei, und bewertete sie – neben Zeitsprung mit Q – als eine von nur zwei Episoden der zweiten Staffel mit vier von vier Sternen. Unter den von Entertainment Weekly 2007 ausgewählten, 10 besten Episoden der Serie belegte Wem gehört Data? den sechsten Platz. In einer 2011 vom Forbes Magazine veröffentlichten Liste der zehn besten Star-Trek-Episoden, die künstliche Intelligenz, Transhumanismus und andere Singularitäten thematisieren, nimmt die Episode den ersten Rang ein.
Terry J. Erdmann und Paula M. Block listen Wem gehört Data? in ihrem 2008 erschienenen Referenzwerk Star Trek 101 als eine der zehn wichtigsten Folgen der Serie Raumschiff Enterprise – Das nächste Jahrhundert auf.